# Paweł Antkowiak
Paweł Antkowiak (ur. 23 sierpnia 1984 w Koninie, zm. 6 czerwca 2020 w Ocieszynie) – polski politolog, dr hab. nauk społecznych.

## Życiorys
2 lipca 2012 obronił pracę doktorską Samorząd zawodowy w Polsce w procesie transformacji systemowej, 10 grudnia 2018 habilitował się na podstawie pracy zatytułowanej Samorząd terytorialny i specjalny w Polsce w procesie transformacji systemowej. Objął funkcję adiunkta na Wydziale Nauk Politycznych i Dziennikarstwa Uniwersytetu im. Adama Mickiewicza w Poznaniu i dyrektora (p.o.) w  Szkole Wychowania Fizycznego i Sportu na Uniwersytecie im. Adama Mickiewicza w Poznaniu.
Piastował stanowisko profesora uczelni w Zakładzie Badań Władzy Lokalnej i Samorządu Wydziału Nauk Politycznych i Dziennikarstwa Uniwersytetu im. Adama Mickiewicza w Poznaniu. Był także doradcą burmistrza Świebodzina i Buku.
Zginął 6 czerwca 2020 w wyniku wypadku drogowego i 10 czerwca tego samego roku spoczął na cmentarzu w Gosławicach.